# Mucormicosis
La mucormicosis es una infección por hongos saprofitos de la cavidad nasal y senos paranasales del orden Mucorales, principalmente de los géneros Mucor, Absidia y Rhizopus. Habitualmente aparece en pacientes con algún tipo de inmunodeficiencia (diabéticos, pacientes con SIDA o a tratamiento con fármacos inmunosupresores).

## Clasificación
Las diferentes mucormicosis pueden dividirse en varios tipos, según el lugar de infección, como pueden ser la cerebral (por extensión desde la rinofaringe o por diseminación hematógena), cutánea (más habitualmente en pacientes con cetoacidosis diabética o leucemia) y pulmonar, entre otras.

## Etiología
La Mucormicosis es una infección fúngica causada por diferentes hongos del orden de los Mucorales. En la mayor parte de los casos es debido a la invasión de especies del género Rhizopus y Mucor. La mayoría de infecciones mortales son causadas por Rhizopus oryzae. En una menor parte de los casos es debida a Lichtheimia, y aún más raramente a Apophysomyces. Otros hongos incluyen Cunninghamella, Mortierella, y Saksenaea.

## Cuadro clínico
Las manifestaciones clínicas precoces más frecuentes son el dolor facial, la proptosis y la oftalmoplejia. También pueden aparecer otros síntomas y signos como:
- Flemas mucosanguinolentas y/o fétidas.
- Cefalea nasofrontal, facial y ocular.
- Disminución de la agudeza visual.
- Tumoración y necrosis palatina y nasal.

## Diagnóstico
Aunque la clínica es muy sugerente, se requiere la realización de cultivos o biopsia de las lesiones, que demuestren la presencia de las hifas características.

## Inmunidad

### Sistema inmune innata frente a mucorales (Figura 1[10])

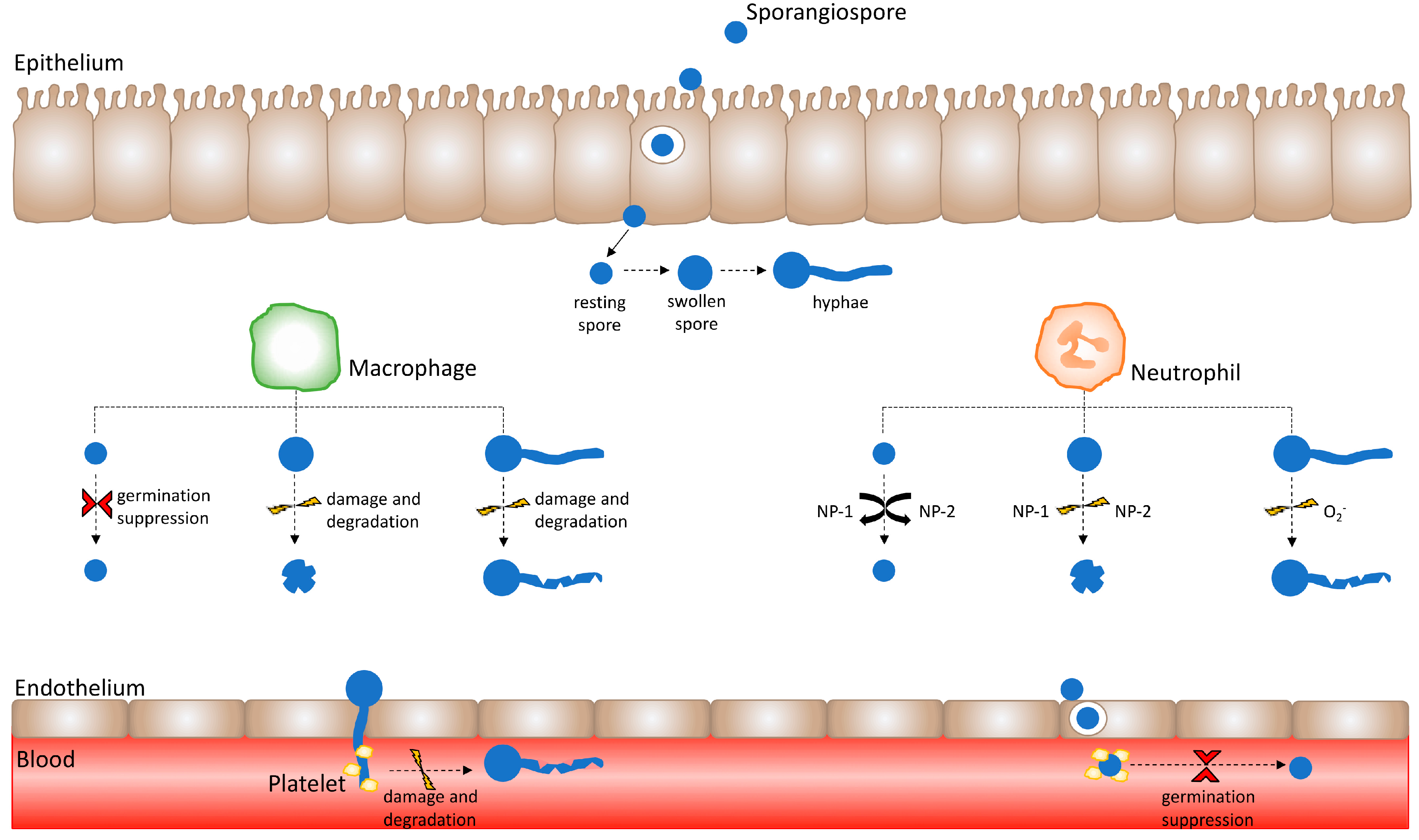
Sistema inmune innata sana frente a los Mucorales.

La inmunidad innata es inespecífica  y se compone de barreras físicas como la piel y la mucosa respiratoria que impiden la entrada microbiana al huésped, proteínas del complemento que ayudan al reconocimiento por parte de las células efectoras inmunes y las propias células efectoras inmunitarias que actúan en una red compleja para combatir la invasión patógena. 
Los mucorales tienen la capacidad de cruzar barreras físicas, principalmente la piel, por medio de heridas traumáticas, y el intestino por ingestión. En el caso de la infiltración de patógenos, la respuesta inmune innata actúa para detener la propagación de patógenos, resiste el establecimiento de la infección y desencadena la respuesta inmune adaptativa. Después de cruzar con éxito las barreras físicas, Mucorales encuentra células del sistema inmunológico innato, incluidos macrófagos, neutrófilos y célula dendrítica (DC).
La capacidad de Mucorales para establecer la enfermedad dentro del huésped humano comienza cuando el sistema inmunológico innato no elimina las esporas de los hongos y detiene la germinación de los hongos, dejando así de limitar la expansión de la enfermedad. La terapia inmunosupresora altera las funciones efectoras fagocíticas inmunes y aumenta significativamente la susceptibilidad a las infecciones invasivas por moho. Por ejemplo, el agotamiento de los macrófagos en las larvas de pez cebra Danio rerio por el tratamiento con metronidazol aceleró significativamente la progresión de la enfermedad y aumentó la mortalidad en respuesta a la infección por Mucorales. 
Asimismo, el tratamiento con aloxano en conejos para inducir diabetes con acidosis mostró un retraso en el reclutamiento de leucocitos en los sitios dérmicos de inoculación de Rhizopus oryzae, una germinación más temprana de las esporas de hongos y una propagación más amplia de la infección. Para optimizar nuestra comprensión de la patogénesis de Mucorales, es necesario comprender la respuesta inmune innata a los mucormicetos tanto en inmunocompetencia como en inmunodepresión.
La capacidad de los macrófagos para interactuar con éxito, engullir, degradar y presentar antígenos patógenos es clave no solo para localizar la infección en sus primeras etapas, sino también para preparar la respuesta inmune adaptativa, que es mucho más agresiva y específica en el caso de la infección patógena-encuentro. Para identificar percances en este proceso que pueden hacer que los individuos inmunodeprimidos sean susceptibles a la mucormicosis, es esencial comprender primero el proceso bajo una inmunidad saludable.
Durante la germinación, las esporangiosporas de Mucorales salen de una fase latente de reposo y experimentan un aumento de tamaño y un aumento de la actividad metabólica antes de comenzar el crecimiento filamentoso. 
Un estudio reciente que investigaba la fagocitosis de esporas en reposo, esporas hinchadas y esporas opsonizadas de cepas de Lichtheimia corymbifera virulentas y atenuadas por macrófagos murinos, encontró que las esporas de la cepa virulenta se fagocitan más fácilmente que la cepa atenuada en las tres condiciones.  
Además, se descubrió que las esporas en reposo e hinchadas de la cepa virulenta de Lichtheimia se fagocitan con menos facilidad que las esporas opsonizadas.  Las esporas de la cepa atenuada de Lichtheimia no mostraron el mismo efecto de opsonización de esporas sobre la fagocitosis; las esporas opsonizadas se fagocitaron en un grado similar al de las esporas hinchadas, pero con más frecuencia que las esporas en reposo. 
El descubrimiento de esporas virulentas de Lichtheimia fagocitadas en mayor grado que las esporas de Lichtheimia atenuadas es interesante e inesperado considerando que la fagocitosis de patógenos conduce clásicamente a la erradicación de microorganismos patógenos.  Si bien se ha postulado que las esporas virulentas de Mucorales pueden mostrar este fenómeno para utilizar el macrófago como vector de diseminación, esto aún no se ha demostrado.
Se ha prestado poca atención a la falta de destrucción de esporas por macrófagos sanos y su relevancia en la infección hasta la fecha.  In vitro, la actividad fungicida de los macrófagos broncoalveolares del conejo contra las esporas de Rhizopus oryzae depende del estadio de desarrollo de las esporas.  Levitz y col.  (1986), encontraron que cuanto mayor es la hinchazón y la actividad metabólica de las esporas, mayor es la eficacia de la actividad de los macrófagos contra ellas.
En contraste, se encontró que las esporangiosporas en reposo eran altamente resistentes a la actividad de los macrófagos. 
La investigación de la influencia de la actividad de los macrófagos contra las esporangiosporas de Mucorales en modelos murinos sanos también ha demostrado que los macrófagos broncoalveolares no logran matar con éxito las esporas de R. oryzae, aunque se suprime la germinación de las esporas. 
El modelo de Drosophila melanogaster ha revelado que la fagocitosis de las esporas de R. oryzae se retrasa en comparación con la de los conidios de Aspergillus fumigatus en un estado inmunológico normal.  Además, el daño de las hifas de R. oryzae se reduce significativamente en comparación con el de A. fumigatus. En conjunto, estas aclaraciones indican que el huésped humano sano no es totalmente eficaz para matar las esporas de Mucorales en reposo. Aunque los casos notificados de mucormicosis en huéspedes inmunocompetentes son raros, las revelaciones preliminares de que los macrófagos sanos son incapaces de matar las esporas de Mucorales ofrecen una razón valiosa para comprender por qué esto es así.  
La comprensión clásica de la eliminación de patógenos parece no ser totalmente aplicable a nuestra comprensión de la eliminación de Mucorales, y destaca la necesidad de mejorar nuestro conocimiento de las interacciones Mucorales-macrófagos en condiciones inmunes normales.
La interacción neutrófilo-mucorales es de gran interés cuando se considera la mucormicosis, especialmente debido a su factor de riesgo asociado, la neutropenia. 
En condiciones inmunitarias saludables, se ha demostrado que los neutrófilos no se reclutan fácilmente en las esporas de Mucorales en reposo en los pulmones de los ratones infectados por vía intranasal. Inoculación intranasal de esporas de Rhizopus hinchadas;  sin embargo, se observa un marcado aumento tanto en el reclutamiento de neutrófilos como en la inflamación.
Además, los estudios quimiotácticos in vitro muestran que las esporas de Rhizopus hinchadas producen factores quimiotácticos de los neutrófilos, pero las esporas en reposo no.  Los neutrófilos exhiben actividad fungicida mediada por la producción de actividad de péptidos catiónicos. Como se observó con la actividad de los macrófagos contra las esporas de Mucorales, se encontró que la etapa de desarrollo de las esporas de R. oryzae influye en la eficacia de la actividad destructora de neutrófilos. Los péptidos catiónicos neutrófilos NP-1 y NP-2 tienen actividad redundante contra las esporas de R. oryzae en reposo;  sin embargo, contra las esporas de R. oryzae inflamadas, la destrucción por NP-1 y NP-2 es eficaz.  
Se ha demostrado que las hifas de Rhizopus inducen la expresión de ARNm de TLR2 en neutrófilos polimorfonucleares humanos, lo que indica que TLR2 contribuye como receptor de reconocimiento de patrones hacia el reconocimiento de Mucorales por estos leucocitos.  Después de la exposición a las hifas de Rhizopus, se observa la expresión de neutrófilos de genes proinflamatorios como TNF-α e IL-1b, lo que implica la activación de neutrófilos en respuesta a Mucorales.  Los neutrófilos son capaces de causar daño en las hifas de R. oryzae, aunque en un grado atenuado en comparación con el daño que causan en las hifas de A. fumigatus.  
La reducción del daño de las hifas a los mucormicetos por los neutrófilos se asocia con un estallido oxidativo amortiguado, como se ve por la reducción de la liberación del anión superóxido. Tanto la hiperglucemia como la cetoacidosis alteran las funciones efectoras fagocíticas. Las comparaciones entre las hifas de R. oryzae tratadas con suero humano normal y suero con CAD indican la fuerte influencia de la hiperglucemia y el pH bajo en la destrucción de las hifas de Mucorales por los neutrófilos. En condiciones de hiperglucemia y cetoacidosis, la migración de neutrófilos a las hifas no sólo se ve considerablemente afectada, sino que también se reduce la destrucción efectiva de las hifas por parte de estos fagocitos.
La influencia de la etapa de desarrollo de las esporas de Mucorales sobre la eficacia del combate de neutrófilos bajo inmunocompetencia coincide con la de los macrófagos.  Dado que las esporas en reposo pueden evadir los encuentros con neutrófilos al tener propiedades quimiotácticas insignificantes, tienen una ventaja sobre el huésped sano.  Si bien los neutrófilos son capaces de matar las esporas e hifas de Mucorales hinchadas, el grado de daño y destrucción es significativamente menor en comparación con el de Aspergillus.  Este déficit en el efecto fagocítico de los neutrófilos se agrava aún más en condiciones inmunodeprimidas como la hiperglucemia.  
Dado que los neutrófilos son uno de los primeros efectores inmunes innatos que es probable que encuentre Mucorales, y dado que estos leucocitos desempeñan un papel clave en la inflamación aguda, mejorar nuestra comprensión actual de la patogénesis de Mucorales que permite la evasión de neutrófilos podría resultar de suma importancia en la lucha contra la enfermedad.
Las células dendríticas (CD) desempeñan un papel fundamental en la respuesta del huésped a la invasión patógena al actuar como la principal célula presentadora de antígenos para los efectores inmunitarios adaptativos y activar el sistema inmunitario adaptativo. En un entorno inmunológico saludable y tras el reconocimiento de patógenos, las CD fagocitan patógenos, secretan citocinas proinflamatorias y presentan antígenos patógenos a los linfocitos T y B. 
La interacción DC-Mucorales está menos investigada que la de otros efectores inmunes y mucormicetos. Un estudio in vitro mostró que la activación de DC no ocurre en respuesta a las esporas de Rhizopus; sin embargo, se demostró que las hifas inducen una fuerte liberación de DC de IL-23, que se sabe que impulsa las respuestas Th17, y TNF-α, que se sabe que regula al alza las respuestas Th1. El tratamiento con β-glucanasa de las hifas de Rhizopus mostró que el componente de la pared celular fúngica β-glucano es esencial para la producción de IL-23 y las respuestas de Th17 por las CD. Además, la inhibición del receptor de β-glucano de DC dectina-1 abolió la producción de IL-23 por las DC, aclarando que la activación de DC ocurre en respuesta al β-glucano de superficie de Mucorales, y es dependiente de dectina-1.
Similar a los macrófagos y neutrófilos, la respuesta de las CD difiere significativamente según la etapa de germinación de la esporangiospora de Mucorales. La literatura es limitada con respecto a la interacción DC-Mucorales; sin embargo, es evidente que las CD sanas no reconocen las esporas de Mucorales en reposo. Las CD son impulsoras clave de la respuesta inmune adaptativa y, por lo tanto, las investigaciones de las interacciones CD-Mucorales deben extenderse para abarcar el efecto de la inmunosupresión sobre su eficacia.
Las plaquetas se han relacionado clásicamente con la hemostasia, la trombosis y la inflamación. Recientemente, las plaquetas han sido identificadas como efectores inmunes innatos clave. Estos pequeños trombocitos anucleares tienen propiedades antimicrobianas mediadas por la liberación granular de péptidos antimicrobianos plaquetarios como el factor plaquetario 4 (PF-4), además de mostrar propiedades quimiotácticas hacia el reclutamiento de fagocitos, mediadas por la liberación de citoquinas como la IL-1b. 
Como la trombosis es una característica distintiva de la mucormicosis, el papel de las plaquetas en la respuesta inmune innata a Mucorales es de gran interés. Los estudios in vitro muestran que las plaquetas se adhieren tanto a las esporas como a las hifas de Mucorales e inducen la activación plaquetaria y la liberación de gránulos. 
La interacción plaquetaria inhibe significativamente la germinación de los hongos, reduce el crecimiento de las hifas de Rhizopus, Mucor, Lichtheimia y Rhizomucor e induce daño a las hifas. La capacidad de las plaquetas para inhibir la germinación de Mucorales sugiere que estos efectores inmunes innatos desempeñan un papel beneficioso. Por el contrario, la trombosis excesiva produce trombocitopenia y hace que la intervención quirúrgica para el diagnóstico y el tratamiento sea indeseable. 
Si bien la investigación preliminar ha identificado que las plaquetas desempeñan un papel directo en la inmunidad contra Mucorales, aún no se han identificado los mecanismos subyacentes. Además, no se han divulgado los efectos de la inmunosupresión y la inmunodepresión sobre las interacciones plaquetas-Mucorales.

### Sistema inmune adaptiva frente a mucorales (Figura 2:[12])

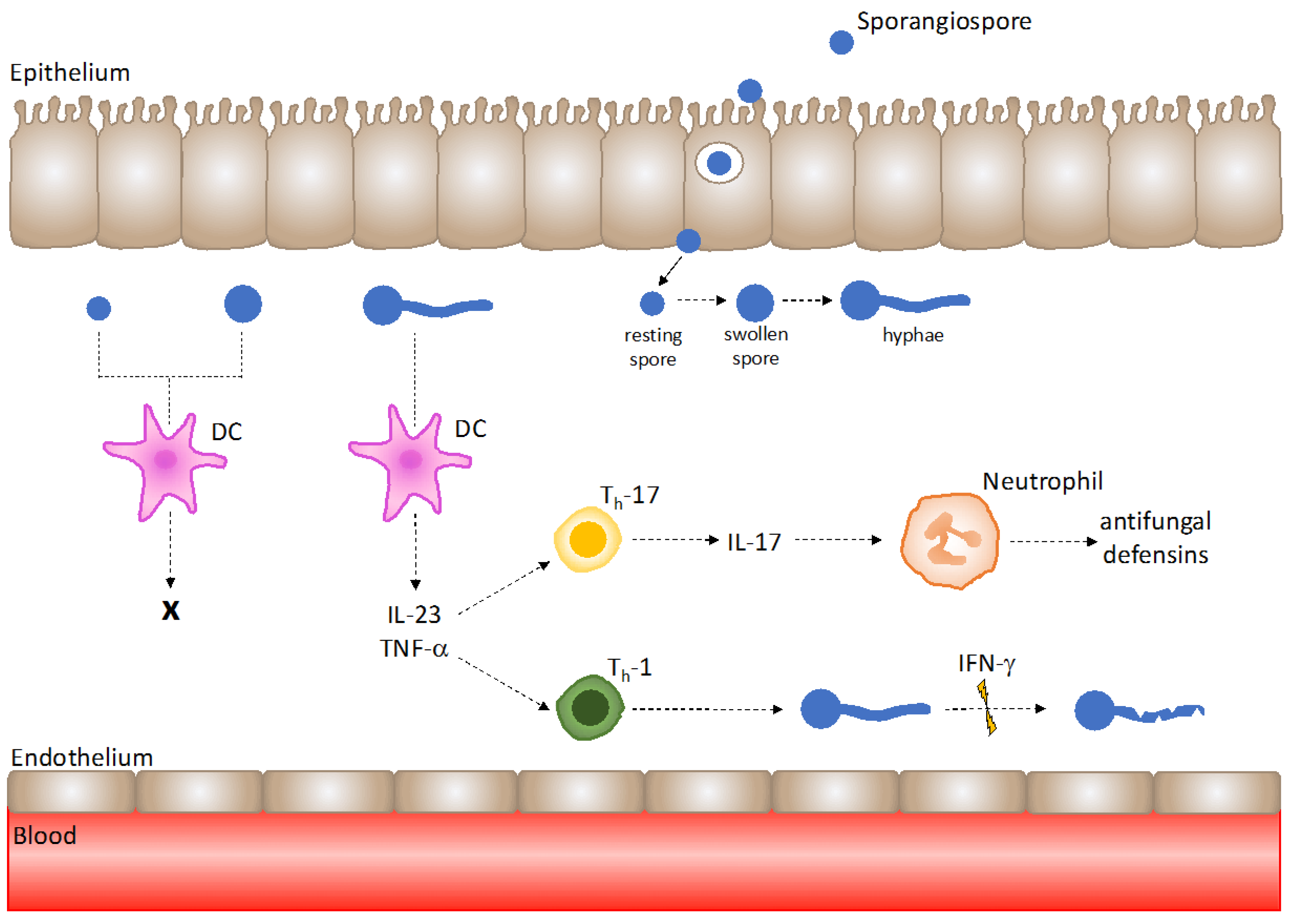
Sistema inmune adaptiva sana frente a los Mucorales.

El sistema inmunológico adaptativo juega un papel secundario en el manejo de infecciones fúngicas invasivas causadas por Mucorales. Inicialmente, se creía que las células T tenían poca importancia en la respuesta inmunitaria debido a que la deficiencia de las células T no influía en el riesgo de infección por Mucorales de un individuo. Sin embargo, la implicación de las CD que inducen respuestas Th17 sugiere que las respuestas de las células T a los mucormicetos están activadas y son dignas de investigación.
Se ha observado que las células Th desempeñan un papel clave en la eliminación de hongos patógenos, que está mediada por la secreción de distintas citocinas. Las células Th1 productoras de interferón-γ confieren inmunidad protectora contra los hongos, mientras que las respuestas Th2 aumentan la susceptibilidad a las infecciones fúngicas.
Las células Th17 reciben su nombre de su sólida producción de IL-17 y también se han identificado e implicado en la inmunidad de la mucosa contra los hongos. La estimulación in vitro de células T por Rhizopus oryzae mostró la generación de células Th17. La producción de IL-17 por las células Th17 tiene un profundo impacto en la actividad de los neutrófilos al actuar como quimioatrayente e inducir la producción de defensinas antifúngicas por los neutrófilos. 
No se encontró que las células T CD8+ se generaran contra R. oryzae. Un estudio que investigaba las células T específicas de mucormicetos en pacientes con mucormicosis invasiva encontró que las células T específicas de Mucorales pertenecientes a los subconjuntos células T CD4+ y células CD8+ estaban presentes durante la infección. Además, la investigación de los perfiles de citocinas de células T específicas de Mucorales mostró que IL-4 (citocina Th2), IFN-γ e IL-10 (citocina Th1) se producen con mayor abundancia, seguidas de IL-17. 
Además, se demostró que las células T productoras de IFN-γ inducen daño en las hifas de Mucorales. La investigación sobre la participación de las células T en la inmunidad contra Mucorales es escasa, aunque los hallazgos preliminares destacan la inducción de una respuesta Th-17 que puede fortalecer el ataque neutrofílico a los mucormicetos. Sería deseable realizar investigaciones in vivo de las respuestas de las células T a Mucorales bajo inmunidad del huésped sano y comprometido para mejorar nuestra comprensión de cómo las células T interactúan con este patógeno fúngico.
Las hifas de mucorales son reconocidas por células dendríticas (DC) para desencadenar respuestas de células T colaboradoras bajo inmunidad del huésped sano. Las CD no son activadas por las esporas de Mucorales; sin embargo, la exposición a hifas da como resultado la activación de DC y la liberación robusta de IL-23 y TNF-α. IL-23 promueve las respuestas Th-17 y TNF-α regula al alza las respuestas Th-1. La producción de IL-17 por las células Th-17 ayuda al reclutamiento de neutrófilos y la liberación de defensina antifúngica, y la secreción de IFN-γ por las células Th-1 presenta daño en las hifas de Mucorales.

## Tratamiento
Se utiliza la anfotericina B como tratamiento de elección. Puede incluirse además la desbridación quirúrgica del tejido necrótico y la corrección del estado predisponente.

## COVID-19
Durante la pandemia de COVID-19, se informaron en la India varios casos relacionados con el tratamiento inmunosupresor para COVID-19. En Ahmedabad, a mediados de diciembre de 2020 se notificaron 44 casos, incluidas nueve muertes. También se notificaron casos en Mumbai y Delhi. En 2021, también se notificaron más casos en el resto de India.